# Vladislav Kalousek
Vladislav Kalousek (12. června 1863 Černivcy v Bukovině – 26. prosince 1906 Praha) byl český středoškolský profesor a klasický filolog. Vyučoval na gymnáziích v Mladé Boleslavi, Roudnici a Praze. Psal články do Listů filologických a Českého musea filologického, byl autorem více než 650 hesel v Ottově slovníku naučném. Pařil k zastáncům pravosti "Rukopisů Královédvorského a Zelenohorského".

## Život
Narodil se 12. června 1863 v Černovicích v Bukovině. Po absolvování gymnázia ve Spálené ulici studoval klasickou filologii, z níž složil roku 1887 státní zkoušku pro vyšší gymnázia. Poté osm let působil jako suplující učitel v Mladé Boleslavi a na akademickém gymnáziu v Praze. 1. září 1895 se stal skutečným učitelem na státním gymnáziu v Roudnici, odkud po dvou letech přešel na c. k. reálná a vyšší gymnázium v Praze.
Zabýval se i klasickou archeologií. Roku 1901 podnikl studijní cestu do Řecka a Itálie na stipendium rakouského ministerstva kultu a osvěty.
Roku 1906 byl jmenován ředitelem gymnázia Minerva, kvůli těžké nervové chorobě byl ale nucen z funkce odstoupit. Vzal si dovolenou, jeho stav se ale nezlepšil. 26. prosince 1906 dopoledne spáchal ve svém bytě ve Školské ulici č. 2 v návalu nemoci sebevraždu zastřelením. Pohřben byl za velké účasti 29. prosince na Olšanech po obřadu v kapli patologického ústavu.
Byl vzpomínán jako přední český klasický filolog a svědomitý pedagog. Neusiloval o slávu, zažil mnoho trpkosti a zklamání. Zůstala po něm vdova a dvě děti.

## Dílo
Kalousek byl autorem řady článků v odborných časopisech, např. Listy filologické a České museum filologické. Rovněž napsal přes 650 hesel do Ottova slovníku naučného.
Samostatně vyšly:
- Kterak vykládati o Homerovi a jeho básnících v V. a VI. třídě našich gymnasií? (vlastním nákladem, 1900)
- Slovník ke spisům G. Julia Caesara (společně s Václavem Otakarem Slavíkem, posmrtně 1921)